# درآمد واقعی
درآمد واقعی (به انگلیسی:Real income) درآمد افراد یا ملت‌ها پس از در نظر گرفتن تورم است. درآمد واقعی با تقسیم درآمد اسمی بر سطح قیمت محاسبه می‌شود. متغیرهای واقعی مانند درآمد واقعی و تولید ناخالص داخلی حقیقی متغیرهایی هستند که در واحدهای فیزیکی اندازه‌گیری می‌شوند. این در حالیست که متغیرهای اسمی مانند درآمد اسمی و تولید ناخالص داخلی اسمی با واحدهای پولی اندازه‌گیری می‌شوند؛ بنابراین، درآمد واقعی یک شاخص مفیدتر برای اندازه‌گیری میزان رفاه و بهزیستی است زیرا میزان کالاها و خدماتی را که می‌توان با درآمدی خاص خریداری کرد نیز در درآمد واقعی اندازه‌گیری می‌شود.
بر اساس نظریه دوگانگی کلاسیک، متغیرهای حقیقی و متغیرهای اسمی در بلندمدت از هم جدا و متمایز هستند، بنابراین تحت تأثیر یکدیگر قرار نمی‌گیرند. به عبارت دیگر، اگر درآمد اسمی اولیه ۱۰۰ بود و ۱۰ درصد تورم وجود داشت (افزایش عمومی قیمت‌ها، برای مثال، قیمت ۱۰ اکنون برابر با قیمت ۱۱ است)، در این صورت با درآمد اسمی هنوز ۱۰۰، می‌توان تقریباً ۹ درصد کمتر خرید کرد؛ بنابراین اگر درآمد اسمی با تورم تعدیل نشود (۱۰ درصد افزایش نیافته باشد)، درآمد واقعی تقریباً ۹ درصد کاهش خواهد یافت. اما اگر دوگانگی کلاسیک برقرار باشد، درآمد اسمی در نهایت ۱۰ درصد افزایش می‌یابد و درآمد واقعی بدون تغییر نسبت به ارزش اصلی خود باقی می‌ماند.